# Mijn leven als hond
Mijn leven als hond (Zweeds: Mitt liv som hund) is een film van de Zweedse regisseur Lasse Hallström uit het jaar 1985.

## Verhaal
De 12-jarige Ingemar spookt allerlei  kattenkwaad uit. Hij maakt zijn moeder daarbij gek. Ingemar weet echter niet dat zijn moeder ongeneeslijk ziek is. Wanneer blijkt dat zijn oudere broer en hij te veel van haar krachten vergen, moeten ze elk afzonderlijk bij familie gaan wonen. Ingemar belandt bij zijn oom Gunnar en diens vrouw Ulla in een klein dorp in Småland. Hier ontmoet hij allerlei excentrieke en kleurrijke figuren, zoals Fransson die altijd en eeuwig op zijn dak zit om het te repareren, en de oude mijnheer Arvidsson die stiekem Ingemar beschrijvingen uit een catalogus voor damesondergoed laat voorlezen. Dit, en de latere, voor Ingemar onverwachte dood van zijn moeder, dwingt hem anders naar het leven te gaan kijken in een immer veranderende wereld.

## Rolverdeling
| Acteur               | Personage          |
| -------------------- | ------------------ |
| Tomas von Brömssen   | Gunnar             |
| Melinda Kinnaman     | Saga               |
| Anki Lidén           | Ingemar's moeder   |
| Manfred Serner       | Erik               |
| Kicki Rundgren       | Ulla               |
| Lennart Hjulström    | artiest            |
| Ing-Marie Carlsson   | Berit              |
| Leif Ericson         | Sandberg           |
| Christina Carlwind   | mevrouw Sandberg   |
| Ralph Carlsson       | Harry              |
| Viveca Dahlén        | wasvrouw           |
| Arnold Alfredsson    | Manne's grootvader |
| Fritz Elofsson       |                    |
| Vivi Johansson       | mevrouw Arvidsson  |
| Didrik Gustafsson    | Arvidsson          |
| Jan-Philip Hollström | Manne              |
| Johanna Udéhn        | Lilla              |
| Klimpen              | Sickan, de hond    |